# دره ترکمن
درهٔ ترکمن (هزارگی: درهٔ تورکمون) دره‌ای هزاره‌نشین در افغانستان است که در ولسوالی سرخ پارسا، ولایت پروان قرار دارد.

## جمعیت‌شناسی
جمعیت درهٔ ترکمن را هزاره‌ها تشکیل می‌دهند که مربوط به قبیلهٔ دای‌کلان هزاره می‌شوند و از جمله قبایل تاریخی و اصیل هزاره‌ها به‌شمار می‌رد، طوریکه بابر، بنیانگذار امپراتوری گورکانی هند در اوایل قرن شانزدهم (میلادی) در بابرنامه، از این هزاره‌ها به‌عنوان «هزاره‌های ترکمن» نام برده است.

## زبان
هزاره‌های درهٔ ترکمن، به زبان فارسی با گویش‌های هزارگی و دری صحبت می‌کنند.